# Willy Mairesse
Willy Mairesse,  belgijski dirkač Formule 1, * 1. oktober 1928, Momminges, Belgija, † 9. september 1969, Oostende, Belgija.
Willy Mairesse je pokojni belgijski dirkač Formule 1. Debitiral je v sezoni 1960, ko je po dveh odstopih na dirki za Veliko nagrado Italije osvojil tretje mesto, kar je njegov najboljši rezultat v karieri. Po treh odstopih v sezoni 1961 je drugič in zadnjič točke osvojil na Veliki nagradi Italije s četrtim mestom. Po treh odstopih v sezoni 1963 ni več dirkal v Formuli 1. Leta 1969 je po poškodbi na dirki 24 ur Le Mansa 1968, ki je končala njegovo dirkaško kariero, storil samomor.

## Popolni rezultati Formule 1
(legenda) (odebeljene dirke pomenijo najboljši štartni položaj, poševne pa najhitrejši krog, †-uvrščen kljub odstopu)
| Leto | Moštvo                 | Šasija           | Motor             | 1       | 2       | 3       | 4       | 5       | 6       | 7     | 8   | 9     | 10  | Prv | Toč |
| ---- | ---------------------- | ---------------- | ----------------- | ------- | ------- | ------- | ------- | ------- | ------- | ----- | --- | ----- | --- | --- | --- |
| 1960 | Scuderia Ferrari       | Ferrari Dino 246 | Ferrari V6        | ARG     | MON     | 500     | NIZ     | BEL Ret | FRA Ret | VB    | POR | ITA 3 | ZDA | 15. | 4   |
| 1961 | Equipe Nationale Belge | Lotus 18         | Climax Straight-4 | MON     | NIZ     | BEL Ret |         |         |         |       |     |       |     | -   | 0   |
| 1961 | Team Lotus             | Lotus 21         | Climax Straight-4 |         |         |         | FRA Ret | VB      |         |       |     |       |     | -   | 0   |
| 1961 | Scuderia Ferrari       | Ferrari 156      | Ferrari V6        |         |         |         |         |         | NEM Ret | ITA   | ZDA |       |     | -   | 0   |
| 1962 | Scuderia Ferrari       | Ferrari 156      | Ferrari V6        | NIZ     | MON 7   | BEL Ret | FRA     | VB      | NEM     | ITA 4 | ZDA | JAR   |     | 14. | 3   |
| 1963 | Scuderia Ferrari       | Ferrari 156      | Ferrari V6        | MON Ret | BEL Ret | NIZ     | FRA     | VB      | NEM Ret | ITA   | ZDA | MEH   | JAR | -   | 0   |
| 1965 | Scuderia Centro Sud    | BRM P57          | BRM V8            | JAR     | MON     | BEL DNS | FRA     | VB      | NIZ     | NEM   | ITA | ZDA   | MEH | -   | 0   |